# Linköpings Berga församling
Linköpings Berga församling är en församling i Linköpings stift och i Linköpings kommun i Östergötlands län. Församlingen ingår i Linköpings domkyrkopastorat. 
Församlingen har två kyrkor: Berga kyrka och Vidingsjö kyrka.
Församlingen hade fram till oktober år 2009 ytterligare en kyrka: Garnisonskyrkan.

## Administrativ historik
Församlingen utbröts 1972 ur Linköpings S:t Lars församling och utgjorde därefter till 2014 ett eget pastorat. Från 2014 ingår församlingen i Linköpings pastorat, 2015 namnändrat till Linköpings domkyrkopastorat.

## Areal
Linköpings Berga församling omfattade den 1 januari 1976 en areal av 20,9 kvadratkilometer, varav 20,8 kvadratkilometer land.

## Series pastorum
| Verksam             | Namn            | Född | Död  | Övrigt                                         |
| ------------------- | --------------- | ---- | ---- | ---------------------------------------------- |
| 1972-1987           | Nils Hilberts   | 1925 | 2006 | kyrkoherde                                     |
| 1988-1995           | Anders Nisbel   | 1931 | 1999 | kyrkoherde                                     |
| 1996-2002           | Anne Henriksson |      |      | kyrkoherde                                     |
| 2002-2009           | Anders Arin     | 1944 |      | kyrkoherde                                     |
| 2009-2013 2014-2020 | Roger Fremred   | 1970 |      | kyrkoherde församlingsherde                    |
| 2014-2021           | Peter Lundborg  | 1953 |      | såsom kyrkoherde i Linköpings domkyrkopastorat |
| 2021-               | Mattias Bähr    | 1972 |      | såsom kyrkoherde i Linköpings domkyrkopastorat |